# Territorio de Dakota
El Territorio de Dakota fue un territorio organizado de los Estados Unidos, que existió desde 1861 hasta 1889, fecha en que Dakota del Norte y Dakota del Sur se convirtieron en nuevos estados. El territorio consistía en su mayor parte en la zona más al norte del área incluida en la compra de la Luisiana.
El Territorio de Dakota se creó con parte de los antiguos territorios de Minnesota y Nebraska. Cuando Minnesota se convirtió en estado en 1858, el área al este del río Misuri quedó desorganizada. El Tratado de Yankton fue firmado un año después, en el que se cedía gran parte de las tierras de los Lakota al Gobierno de los Estados Unidos, mientras que los habitantes originales formaron un gobierno no oficial provisional, que no consiguió el estatus de territorio de los Estados Unidos. John Blair Smith Todd, primo político de Abraham Lincoln, reclamó personalmente la concesión del estatus de territorio ante Washington tres años después.

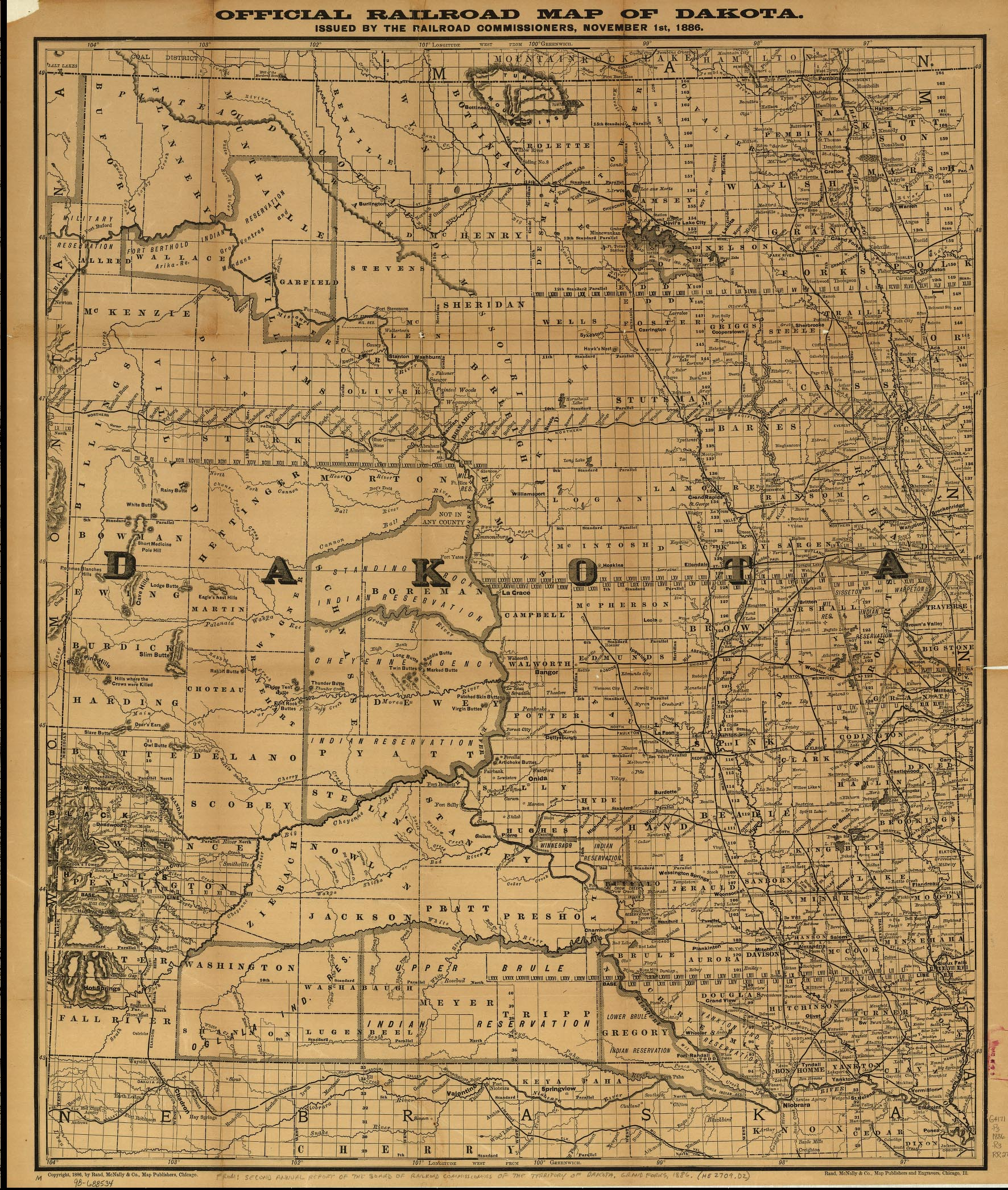
Mapa ferroviario de Dakota en 1886.

El 2 de marzo de 1861 se convirtió en territorio organizado. En su extensión original, el Territorio de Dakota incluía gran parte de los actuales estados de Montana y Wyoming. La creación de nuevos territorios redujeron los límites de Dakota hasta las actuales fronteras de Las Dakotas. En 1863 se transfirió el área que hoy pertenece a Montana y Wyoming al Territorio de Idaho. Un año después Idaho cedió gran parte del actual Wyoming de nuevo a Dakota, territorio que en 1868 pasaría a formar el Territorio de Wyoming.
La capital territorial fue Yankton desde 1861 hasta 1883, cuando fue trasladada a Bismarck. El Territorio de Dakota se dividió en los estados de Dakota del Norte y Dakota del Sur el 2 de noviembre de 1889. La admisión de dos estados, en lugar de uno solo, se produjo por una serie de motivos. Los dos centros poblaciones del territorio se encontraban en las esquinas noreste y sudeste del territorio, con varios centenares de kilómetros entre ellas. A nivel nacional, había presión por parte del Partido Republicano para admitir dos estados en lugar de uno para ganar peso político en el Senado.